# Юлий Цезар
Цезар пренасочва насам.  За други значения вижте Цезар (пояснение).
Гай Юлий Цезар пренасочва насам.  За други значения вижте Гай Юлий Цезар (пояснение).
Вижте пояснителната страница за други личности с името Юлий Цезар.
Гай Юлий Цезар (на латински: Gaius Iulius Caesar) е римски пълководец, политически лидер и писател. Една от най-влиятелните личности в световната история, Цезар изиграва важна роля в трансформацията на Римската република в принципат.
Политик, верен на популарската традиция, Цезар заедно с Марк Лициний Крас и Гней Помпей формира неофициалния Първи триумвират, който доминира римската политика за няколко години. Негова опозиция са оптиматите начело с Марк Порций Катон и Марк Калпурний Бибул. Цезар е начело на римската експанзия в Галия, която разширява римския свят до Северно море, а също и на Първото римско нашествие в Британия през 55 пр.н.е. Разпадането на триумвирата води до срив в отношенията с Помпей и Сената. Превеждайки своите легиони през реката Рубикон, разделяща Италия от Галия, през 49 пр.н.е., Цезар започва гражданска война, от която излиза като неоспорим господар на римския свят.
След като поема управлението, Цезар започва интензивни реформи в римското общество и държава. Провъзгласен е за пожизнен диктатор (Dictator perpetuo) и обсебва цялата власт в Републиката. Тези събития карат приятеля на Цезар Марк Юний Брут и група сенатори да убият диктатора на Мартенските иди (15 март) на 44 пр.н.е. Убийците се надяват да възстановят нормалното управление на Републиката, но предизвикват нова гражданска война, която води до установяване на постоянна автокрация от страна на осиновения Цезаров наследник Гай Октавиан. През 42 пр.н.е., две години след убийството му, Цезар е обожествен от Сената.

## Ранни години
Цезар е роден на 13 юли през 100 (или 102) пр.н.е. в патрицианско семейство от рода на Юлиите. Въпреки древния си произход, през последните няколко поколения този род няма голямо политическо влияние. Бащата на Цезар, наричан също Гай Юлий Цезар, достига (може би благодарение на изтъкнатия си зет Гай Марий) до длъжността претор, втората по ранг републиканска избираема магистратура, и управлява провинция Азия. Майката на Цезар, Аврелия Кота, произлиза от влиятелна фамилия, дала на Рим няколко консула, между които са баща ѝ и дядо ѝ. Липсата на значими предци по бащина линия Цезар компенсира в реч от 69/8 г. пр.н.е., извеждайки произхода си от древноримския цар Анк Марций и от Юл, син на легендарния троянец Еней, смятан за син на богинята Венера.
Според Плиний Стари, когноменът „Цезар“ произлиза от негов предшественик, който е роден чрез цезарово сечение (от латинския глагол режа, caedo, cecidi, caesum, caedere). Три алтернативни обяснения предлага Historia Augusta: първо, че Цезар е имал гъста коса на главата (лат. caesaries); че е имал сиви очи (лат. oculis caesiis); или че е убил слон (caesai на мавритански) в битка. Цезар пуска в обращение монети със слонски ликове, което предполага, че приема тази интерпретация на името си.
Цезар има две сестри, като и двете носят името Юлия. Юлия се казва и дъщерята на Цезар. Биографиите ѝ, написани от Светоний и Плутарх, започват разпокъсано, от младежките години на Цезар. Началните абзаци от двете произведения не са открити.
Възпитател на Цезар в ранните му години е ораторът Марк Антоний Гнифон – освободен роб, получил своето образование в Александрия. При него той изучава традиционни за общественото си положение дисциплини, като граматика, реторика, гръцка и латинска литература.
Цезар израства в смутни времена. От 91 до 88 г. пр.н.е. Рим води т.нар. Съюзническа война със своите италийски съюзници, които се борят за равноправие с римските граждани, а в същото време царят на Понт, Митридат VI, заплашва римските владения в Мала Азия и Елада. В самия Рим политиците са разделени на две големи фракции – оптимати, които държат на запазване на властта на аристокрацията, и популари, които се обявяват за засилване на народното събрание в Рим. Чичото на Цезар, Марий, е водач на популарите, а неговият главен противник е оптиматът Луций Корнелий Сула. И двамата се отличават в Съюзническата война, и двамата искат командването във войната с Митридат, което първоначално е дадено на Сула; но когато Сула напуска града, един трибун прокарва закон, прехвърляйки назначението на Марий. Сула отговаря с поход към Рим и като потвърждава своето командване, изпраща Марий в изгнание, но след като напуска града, Марий се връща начело на импровизирана армия. Той и неговият съюзник Луций Корнелий Цина овладяват града и обявяват Сула за враг, а Мариевите войски отмъщават жестоко на поддръжниците на Сула. Марий умира в началото на 86 пр.н.е., но неговата фракция запазва властта.
През 85 пр.н.е. бащата на Цезар умира, докато се обува една сутрин, и на 15 (или 17) години той вече е глава на семейството. На следващата година е предложен за новия flamen Dialis, върховен жрец на Юпитер, след като предишното лице на тази длъжност, Мерула, умира по време на Мариевите чистки. Тъй като носителят на длъжността не само трябва да бъде от патрициански род, но и да бъде женен за патрицианка, той разваля годежа си с Косуция, богата девойка от конническото съсловие, с която е сгоден от дете, и се жени за дъщерята на Цина – Корнелия.
След това, като принуждава Митридат да сключи мир, Сула се завръща да се разправи с последователите на Марий. В битката при Колинската врата през ноември 82 пр.н.е. той удържа решителна победа и се самопровъзгласява за диктатор за неопределен срок, въпреки че в Рим диктаторите традиционно се назначават за шест месеца. Статуите на Марий са разрушени, а тялото му е ексхумирано и хвърлено в Тибър. Цина е вече мъртъв, убит при бунт на собствените си войници. Проскрипциите на Сула водят до смъртта или изгнаничеството на стотици негови политически врагове. Цезар като племенник на Марий и зет на Цина е застрашен. Той е лишен от наследството си, зестрата на жена си и своя жречески сан, но отказва да се разведе с Корнелия и е принуден да се укрива. Заплахата за живота му е отклонена от роднини на майка му, които са приближени на Сула, и от весталките. Сула го пощадява неохотно, казвайки, че у него видял „много Мариевци“.

## Ранна кариера
По ирония на съдбата неуспехът му да се сдобие с жречески сан позволява на Цезар да започне военна кариера. Flamen Dialis няма право нито да докосва кон, нито да спи три нощи извън собственото си легло и дори една нощ извън Рим, нито да води армия извън римските стени. През 81 г. пр.н.е. Цезар постъпва в армията на Марк Минуций Терм в Азия, а по-късно служи в Киликия. Той служи отлично, като спечелва граждански венец за участието си при обсадата на Митилена. В мисия до Витиния, той прекарва дълго време в двора на Никомед IV Филопатор, за да осигури помощта на неговата флота. Разпространяват се слухове за любовна връзка между двамата, които преследват Цезар до края на живота му.
През 79 пр.н.е. Сула се отказва от диктатурата, възстановява управлението на консулите и след като служи като консул, се отдава на частен живот. Цезар по-късно се подиграва: „Сула е бил голям невежа, щом се е отказал от диктатурата.“ Той умира през 78 пр.н.е. и е погребан с големи почести. Научавайки за смъртта на Сула, Цезар се почувства в безопасност и се връща в Рим. Няма достатъчно материални средства, тъй като наследството му е конфискувано, и си купува скромна къща в Субура, квартал на нисшата класа в Рим. Завръщането му съвпада с опит на противници на Сула начело с Марк Емилий Лепид да завземат властта, но Цезар не се доверява на Лепид и не участва. Вместо това се заема с легално адвокатство. Става известен с изключителното си ораторство, придружено от пламенни жестове и приповдигнат тон и с безжалостните си процеси срещу бивши управляващи, прочули се с изнудване и корупция. Дори Цицерон го оценява: „Е, и кого от ораторите...ще поставиш пред него?“ За да овладее изцяло реториката, през 75 пр.н.е. Цезар отплава за Родос, за да се обучава при Аполоний Молон, който е бил възпитател и на самия Цицерон.
По пътя в Егейско море Цезар е отвлечен от киликийски пирати и е държан като пленник на Фармакос, едно от Додеканезките островчета. По време на целия плен той запазва позицията си на превъзходство. Когато пиратите решават да изискат откуп от двадесет таланта злато, той настоява да искат петдесет. След като откупът е платен, Цезар потегля с флотата си като дълго време търси и намира воини от околните села, след което преследва и залавя пиратите, след което ги заточва в Пергамон. Управителят на Азия отказва да ги екзекутира, въпреки настояването на Цезар, като предпочита да ги продаде като роби. Цезар обаче се връща на брега и ги разпъва на кръстове на своя отговорност, както на шега им е обещал по време на плена си. След това стига до Родос, но скоро е отзован обратно в Азия за военна акция, като събира помощен отряд, за да отблъсне нашествие от Понт.
При завръщането си в Рим е избран за военен трибун, първата стъпка по cursus honorum на римските политици. По това време се състои войната срещу Спартак (73 – 71 пр.н.е.), но до нас не е достигнала информация дали Цезар играе някаква роля в нея. През 69/8 г. пр.н.е. е избран за квестор в Испания, което му осигурява място в сената. В същата година умират неговата леля Юлия (вдовица на Марий) и собствената му жена Корнелия. Погребалната церемония на Юлия Цезар превръща в политическа трибуна, на която държи реч и включва изображения на Марий, невиждан от времето на Сула акт. В Испания преторът Антисций Вет му поверява юридически функции (iure dicundo). Цезар е често на път и събира опит в провинциалната администрация. Там той попада на статуя на Александър Македонски и осъзнава с недоволство, че сега е на възрастта, на която Александър е притежавал целия свят в краката си, а той, Юлий Цезар, не е постигнал почти нищо. Удовлетворена е молбата му да бъде освободен от задълженията си и се връща в римската политика. При завръщането си се жени за Помпея, внучка на Сула. Плутарх и Касий Дион съобщават, че през 67 – 66 г. Цезар подкрепя два законопроекта (първия от които като единствен сенатор): lex Gabinia и lex Manilia, даващи на Помпей големи пълномощия в борбата с пиратството и във войната с Митридат на изток. Според Плутарх мотивът на Цезар не е сближаване с Помпей, а спечелване на популярност. Възможно е обаче, Плутарх да свързва Цезар с lex Gabinia заради историята с киликийските пирати, а второто съобщение да е дублет на първото. През 67 г. Цезар е избран за куратор на Виа Апия, а през 65 г. става едил заедно с Марк Калпурний Бибул. За да засенчи своя колега Цезар харчи по различни обществени дейности и проиграва голямо количество пари, взети назаем. Вероятно дълговете му са причината, която го принуждава да търси доходоносен пост като извънреден военачалник в Египет. Намеренията му обаче са осуетени от оптиматите. Цезар им отговаря като възстановява трофеите от победите на Марий и организира съдебни процеси за убийства, извършени под закрилата на проскрипциите. Обвинение за съучастие в така наречения Първи заговор на Катилина от 66 г., за което четем при Светоний, вероятно отразява по-късен опит за дискредитация от 59 г., когато Цезар е консул.

## Към известността
63 пр.н.е. е година, изпълнена с важни за Цезар събития. Той убеждава трибуна Тит Лабиен да повдигне съдебно обвинение срещу оптимата сенатор Гай Рабирий за политическото убийство на трибуна Луций Апулий Сатурнин, извършено преди 37 години. Самият Цезар се самоназначава за един от двамата съдии по делото. Рабирий е защитаван от Цицерон и Квинт Хортензий, но е осъден за perduellio (измяна). Докато той упражнява правото си да апелира към народа, преторът Квинт Цецилий Метел Целер отлага събранието, като смъква знамето от хълма Яникул. Лабиен може да поднови процеса по-късно, но не го прави: Цезар вече е постигнал голяма част от политическите си цели. Лабиен остава важен съюзник на Цезар през следващото десетилетие.
Същата година Цезар участва в изборите за поста Pontifex Maximus, върховен жрец в римската религия, след смъртта на Квинт Цецилий Метел Пий, който е бил назначен от Сула. Негови опоненти са двама влиятелни оптимати, бившите консули Квинт Лутаций Катул и Публий Сервилий Ватий Исаврик. Повдигнати са обвинения срещу него в подкупничество от всички страни. Смята се, че Цезар е казал на майка си в сутринта на изборите, че той или ще се завърне у дома като Pontifex Maximus или изобщо няма да се завърне, тъй като очаква да бъде изпратен в изгнание поради огромните дългове, които е натрупал, за да ги вложи в кампанията си. Цезар печели въпреки по-големия опит и реноме на опонентите си. С поста Цезар придобива и официална резиденция на Виа Сакра.
Когато Цицерон, който е консул през тази година, разкрива заговора на Катилина да завземе властта над републиката, Катул обвинява Цезар в съучастничество. Цезар, който е избран за претор за следващата година, взима участие в дебата в Сената как да се процедира с конспираторите. По време на дебата на Цезар е пусната бележка. Марк Порций Катон, който ще стане неговият най-неумолим политически съперник, го обвинява в кореспонденция с конспираторите и настоява съобщението да бъде прочетено високо. Цезар му дава бележката, която разочароващо се оказва любовно писмо от полусестрата на Катон Сервилия. Въпреки усилията на Цезар да замени смъртната присъда с доживотна, заговорниците са екзекутирани по настояване на Катон. На следващата година е назначена специална комисия за разследване на заговора и Цезар отново е обвинен в съучастничество. Той се оправдава с показанията на Цицерон, че Цезар му е съобщил всичко, което знае, и така един от неговите обвинители, а също и един от членовете на комисията, са хвърлени в затвора.
Докато е претор през 62 пр.н.е., Цезар подкрепя трибуна Метел, който обвинява Цицерон за убийства без съд и присъда и иска от народа да повика армията на Помпей в града под претекст, че животът на гражданите е застрашен. В отговор Сенатът отстранява и двамата от длъжностите им. Цезар се опитва да продължи да изпълнява задълженията си, но е заплашен с оръжие. Действията на сенаторите предизвикват масови вълнения в негова защита. Това принуждава Сената да го възстанови на преторската длъжност.
Същата година фестивалът на Bona Dea („добра богиня“) се провежда в дома на Цезар. Не трябва да присъстват никакви мъже, но млад патриций на име Публий Клодий Пулхер успява да се вмъкне в женски дрехи, съблазнен от жената на Цезар Помпея. След като е разкрит, Клодий е обвинен в светотатство. Цезар не дава показания на процеса, за да не оскърби една от най-влиятелните патрициански фамилии в Рим, и Клодий е оправдан след солиден подкуп и заплахи. Въпреки това Цезар се развежда с Помпея, казвайки: „Моята жена не трябва дори да буди подозрение.“
След преторството Цезар е избран да управлява провинция Далечна Испания, но е все още затънал в дългове и трябва да удовлетвори кредиторите си преди да замине. Той се обръща за помощ към Марк Лициний Крас, един от най-богатите мъже в Рим. В замяна на обещание за политическа подкрепа срещу Помпей Крас заплаща част от Цезаровите дългове и става гарант за други. За да избегне превръщането си в частен гражданин и започването на съдебни процеси заради дълговете му, Цезар се оттегля към провинцията преди края на претурата. По време на престоя си в Испания той воюва успешно в Галиция и Лузитания, реформира закона за дълговете и печели голяма почит (включително от войниците, които го удостояват с титлата император – imperator).
При завръщането си в Рим Цезар се кани да отпразнува триумф за военните си успехи. В същото време той иска да се кандидатира за консул, най-старшата магистратска длъжност на републиката. Обичаят за провеждането на триумф го задължава да стои извън града преди церемонията, но за да участва в изборите, той трябва да изостави командването и да влезе в Рим като обикновен гражданин. Цезар не може да направи и двете едновременно. Той моли сената за позволение да се кандидатира задочно (in absentia) за консул, но Катон възпира предложението. Изправен пред избора между триумф и консулат, Цезар избира консулат.

## Първи консулат и триумвират
Трима са кандидатите за двете консулски места: Цезар, Марк Калпурний Бибул, който е бил едил с Цезар няколко години по-рано, и Луций Лукцей. Изборният процес не е напълно легален. Цезар агитира Цицерон за подкрепа и се съюзява с богатия Лукцей и се смята, че дори Катон, с неговата репутация на неподкупност, прибягва до подкуп в негова полза. Цезар и Бибул са избрани за консули за 59 г. пр.н.е.

Като консул Цезар издава през 59 пр.н.е. вестника Acta diurna, който дава съобщения на събитията почти ежедневно.
Цезар вече е политически задължен на Марк Лициний Крас, но също преговоря и с Помпей, който неуспешно се бори в Сената за ратификация на източните му колонии и раздаването на земи в полза на неговите ветерани. Помпей и Крас са в конфликт помежду си от общия си консулат през 70 пр.н.е. и Цезар знае, че ако се съюзи с единия, ще загуби подкрепата на другия и затова полага усилия да ги помири. Заедно, тримата имат достатъчно паричен ресурс и политическо влияние, за да контролират обществената дейност. Неформалният съюз, известен като първи триумвират, е скрепен с брак между Помпей и дъщерята на Цезар – Юлия. Цезар също се жени отново, този път за Калпурния, дъщеря на Луций Калпурний Пизон Цезонин, който е избран за консул за следващата година.
Цезар предлага закон за преразпределение на обществените земи за бедните – предложение, което ще подкрепено от Помпей с въоръжена сила, ако се наложи, и от Крас, правейки триумвирата публичен. Помпей пълни града с войници и опонентите на триумвирата са сплашени. Бибул се опитва да обяви неблагоприятните поличби и така да анулира новия закон, но е изгонен от форума от въоръжени привърженици на Цезар. Фасциите на неговите ликтори са счупени, двама придружаващи го трибуни са ранени, а върху самия Бибул е изсипан съд с екскременти. От страх за живота си той се оттегля в дома си през остатъка от годината, представяйки нередовни прокламации с лоши поличби. Тези опити за възпрепятстване на законите на Цезар се оказват неуспешни. Римските сатирици винаги след това цитират годината като „консулата на Юлий и Цезар“.
Когато Цезар и Бибул са избрани, нобилитетът се опитва да ограничи бъдещата власт на Цезар чрез определяне на горите и пасищата на Италия вместо управление на провинция, тъй като проконсулските задължения към тях приключват след едногодишен мандат.
С помощта на Пизон и Помпей Цезар по-късно предотвратява това и вместо това му е поверена Цизалпийска Галия (Северна Италия) и Илирик (западната част на Балканския полуостров), заедно с по-късно добавената Трансалпийска Галия (южна Франция), като му е предоставено и командването на четири легиона. Срокът на неговото проконсулство, а оттам и на неговия съдебна неприкосновеност, е определен за пет години, значително повече от обичайната една. Когато неговият консулат приключва, Цезар избягва съдебно преследване за нередностите през годината на неговия мандат и бързо се отправя към своята провинция.

## Завладяване на Галия
Цезар все още е затънал в големи дългове и трябва да натрупа пари като управител на провинция, чрез грабителство или чрез военна находчивост. Цезар има четири легиона под негово командване, две от неговите провинции – Илирик и Нарбонска Галия, граничат с незавладявана територия и му е известно, че останалата част от Галия е вътрешно нестабилна. Римските съюзници, едуите, са разбити от техните галски съперници, с помощта на контингент от германи. Свебите на Ариовист, които са се заселили в завладяната едуиска земя, и хелветите се готвят за масова миграция, за която римляните се страхуват, че има войнствена цел. Цезар вдига два от неговите легиони и разгромява първо хелветите, след това Ариовист и оставя армията си на зимни лагери на територията на секваните, давайки знак, че неговите интереси в земите извън Нарбонска Галия не са били временни.
Той започва своята втора година с удвояване на първоначалната си военна сила, след като е привикал през зимата другите два легиона в Цизалпийска Галия. Законността на това действие е съмнителна, тъй като цизалпийските гали не са римски граждани. В отговор на действията на Цезар през предишната година, племената на белгите в североизточна Галия са започнали да се въоръжават. Цезар възприема това като агресивен ход и след неубедително сражение срещу обединената им войска завладява племената постепенно. Междувременно един легион, командван от сина на Крас – Публий, започва завладяването на Арморика.
През пролетта на 56 пр.н.е. триумвиратът си организира съвещание в Лука (в Цизалпийска Галия). В Рим цари смут и популистките кампании на Клодий са подкопали взаимоотношенията между Крас и Помпей. Срещата подновява триумвирата и удължава проконсулството на Цезар за още пет години. Крас и Помпей ще бъдат консули отново със същите очертаващи се като срок проконсулства: Сирия за Крас и испанските провинции за Помпей. Завладяването на Арморика е завършено, когато Цезар разбива венетите в морска битка, докато младият Крас подчинява аквитаните на югозапад. Към края на кампаниите през 56 пр.н.е. единствено морините и менапиите (по крайбрежието на дн. Белгия и южна Холандия) все още са независими.
През 55 пр.н.е. Цезар отблъсва нахлуване в Галия от страна на германските племена узипети и тенктери, след което демонстрира силата си, построявайки мост над Рейн и нахлувайки на германска територия, преди да се върне и разруши моста. По-късно същото лято, като подчинява морините и менапиите, той потегля към Британия, твърдейки, че бритите са подпомагали венетите срещу него предната година.
Неговото разузнаване е слабо и въпреки че печели брегови плацдарм при Кент, той не успява да напредне повече и се завръща в Галия за зимата. На следващата година се завръща, по-добре подготвен и с по-големи войски, и успява да постигне повече – настъпва във вътрешността, печелейки като приятел на своя страна краля на триновантите Мандубраций и довеждайки неговия съперник Касивелаун до преговори. В същото време обаче слабата реколта довежда до масово въстание в Галия, предвождано от Амбиорикс от ебуроните, което принуждава Цезар да участва във военни кампании през зимата, както и следващата година. С победата над Амбиорикс римският пълководец смята, че Галия вече е покорена.
Докато Цезар е в Британия, неговата дъщеря Юлия, съпруга на Помпей, умира при раждане. Цезар опитва да си подсигури подкрепата на Помпей, като му предлага брак с неговата племенница Октавия, отчуждавайки я от съпруга ѝ Гай Марцел, но Помпей отказва. През 53 пр.н.е. Крас е убит, докато предвожда провалила се инвазия в Партия. Рим е на ръба на насилието. Помпей е избран за едноличен консул (consul sine collega) като извънредна мярка и се жени за Корнелия, дъщеря на политическия опонент на Цезар, Квинт Метел Сципион, когото кани да бъде негов колега, докато се възстанови редът. Триумвиратът е мъртъв.
През 52 пр.н.е. в Галия избухва друго, по-голямо въстание, предвождано от Верцингеторикс от арверните. Верцингеторикс успява да обедини галските племена и се оказва проницателен пълководец, който побеждава Цезар в няколко сражения, включително в битката при Герговия, но сложните обсадни съоръжения на римляните при Алезия в крайна сметка го принуждават да капитулира. Въпреки осуетените опити за въстание през следващата година, Галия е действително подчинена.
Тит Лабиен е най-старшият легат на Цезар по време на военните кампании в Галия със статута на пропретор. Други изтъкнати личности, служили под негово командване, включват имената на неговия роднина Луций Юлий Цезар, синовете на Крас – Марк и Публий, брата на Цицерон Квинт, Децим Брут, и Марк Антоний.
Плутарх твърди, че римската армия се е сражавала срещу три милиона мъже в хода на Галските войни, от които един милион умират, а друг един милион са поробени. Покорени са 300 племена и са разрушени 800 града. В зависимост от целите си, Цезар понякога постъпва и жестоко – почти цялото население (общо 40 хил.) на град Аварикум, дн. Бурж в централна Франция, е изклано, а през 50 г. пр.н.е., след превземането на укрепеното възвишение Укселодунум, заповядва „да се отсекат ръцете на всички, които бяха вдигнали оръжие, но им подари живота, за да може наказанието на злосторниците да стане по-явно.“. Юлий Цезар съобщава, че 368 хил. хелвети напускат дома си, от които 92 хиляди могат да носят оръжие и едва 110 хиляди се завръщат след военната кампания. Днес разполагаме с тези данни най-вече поради трудността да се намерят точни източници, пропагандните цели на Цезар, както и честото грубо преувеличение на числа в античните текстове, специално по отношение на сражаващите се врагове. Швейцарският изследовател Фургер-Гунти смята, че армия от повече от 60 хил. сражаващи се хелвети е особено неправдоподобна от гледна точка на описаните тактики, и допуска, че действителният брой е бил около 40 хил. войници от общо 160 хил. емигранти.
 Немският учен Делбрюк предполага дори по-нисък брой от 100 хил. души, от които 16 хил. са бойци.

## Гражданска война
През 50 пр.н.е. Сенатът, воден от Помпей, нарежда на Цезар да разпусне армията си и да се върне в Рим, тъй като неговият мандат като проконсул е изтекъл. Освен това Сенатът му забранява да се кандидатира за втори консулат in absentia (в отсъствие). Цезар смята, че ще бъде преследван съдебно и политически ограничен, ако влезе в Рим без имунитета на консул или без властта на неговата армия. Помпей обвинява Цезар в неподчинение и измяна. На 10 януари, 49 пр.н.е., Цезар преминава река Рубикон (граничния предел с Италия) само с един легион и запалва искрата на гражданската война. При пресичането на Рубикон, Плутарх съобщава, че Цезар цитира атинския драматург Менандър на гръцки, казвайки ἀνερρίφθω κύβος (нека жребият бъде хвърлен). Светоний дава латинския приблизителен еквивалент – alea iacta est (жребият е хвърлен).
Оптиматите, включително Метел Сципион и Катон Младия, бягат на юг, тъй като нямат доверие в новосформираните войски, особено след като толкова много градове в Северна Италия са се предали доброволно. Предприетата съпротива от консулския легион в Самариум води до предаването на консула от защитниците и капитулацията на легиона без особена съпротива. Макар че по брой на войниците значително превъзхожда Цезар, Помпей няма намерение да води сражение. Цезар преследва Помпей до Бриндизиум, надявайки се да го хване преди уловеният в капан Сенат и техните легиони да се измъкнат. Помпей успява да избяга, като отплава от пристанището преди Цезар да премахне барикадите.
Тъй като не разполага с морска сила, след като Помпей вече е обиколил бреговете с всички кораби за евакуация на неговите сили, Цезар решава да се отправи за Испания, казвайки: „Аз тръгвам напред да се сражавам с армия без водач, за да се сражавам след това с водач без армия.“. Оставяйки Марк Емилий Лепид като префект на Рим и другата част на Италия на Марк Антоний като трибун, Цезар прави удивителен 27-дневен преход до Испания, и като присъединява отново два от галските си легиони, разгромява заместниците на Помпей. След това се завръща на изток, за да предизвика Помпей в Гърция, където на 10 юли, 48 пр.н.е. в битката при Дирахиум Цезар едва избягва катастрофално поражение, след като е прекършена фортификационната му линия. Той решително побеждава Помпей, въпреки численото превъзходство на Помпей (почти два пъти повече пехота и значително повече кавалерията) в битката при Фарсал при извънредно кратко сражение през 48 пр.н.е.
В Рим Цезар е избран за диктатор заедно с Марк Антоний като негов началник на конницата; Цезар контролира своето собствено избиране за втори консулат (заедно с Публий Сервилий Вация като негов колега) и след 11 дни се отказва от тази диктатура.
Той преследва Помпей до Александрия, където Помпей е убит от бивш римски офицер, служещ в двора на Птолемей XIII. Тогава Цезар се замесва в александрийската гражданска война между Птолемей и неговата сестра, съпруга и сърегент, фараона Клеопатра VII. Може би като резултат от ролята на Птолемей в убийството на Помпей, Цезар взима страната на Клеопатра; Говори се, че той се е разплакал при вида на Помпеевата глава, която му е предложена от сановника на Птолемей, Потин, като подарък. Във всеки случай Цезар побеждава Птолемеевите войски през 47 пр.н.е. в битка при Нил и официализира статута на Клеопатра като владетел. Цезар и Клеопатра ознаменуват победата си в Александрийската гражданска война с триумфална процесия по Нил през пролетта на 47 пр.н.е. Кралското корабче е съпроводено от 400 допълнителни кораби, които въвеждат Цезар в разкошния начин на живот на египетските фараони.
Цезар и Клеопатра никога не се женят, тъй като римският закон позволява брак само между римски граждани. Цезар продължава връзката си с Клеопатра по време на последния си брак, който трае 14 години – според римските разбирания това не е прелюбодеяние – и вероятно става баща на син, наречен Цезарион. Клеопатра посещава Рим повече от един път, като пребивава във вилата на Цезар извън Рим, отвъд Тибър.
По-късно, през 48 пр.н.е., Цезар отново е определен за диктатор с мандат от една година. След като прекарва първите месеци на 47 пр.н.е. в Египет, Цезар заминава за Близкия изток, където унищожава цар Фарнак II в битката при Зела. Неговата победа е толкова бърза и пълна, че той се подиграва на предишните победи на Помпей над толкова бедни врагове. Оттук той се отправя към Африка, за да се заеме с останалите сенаторски поддръжници на Помпей. Постига забележителна победа в битката при Тапс през 46 пр.н.е. над войските на Метел Сципион (който умира в битката) и Катон Млади (който се самоубива). След тази победа той е определен за диктатор за десет години.
Въпреки това синовете на Помпей – Гней Помпей и Секст Помпей, заедно с Тит Лабиен, бивш пропреториански легат на Цезар и втори в командването в Галската война, избягват в Испания. Цезар преследва и разгромява последните останали от опозицията в битката при Мунда през март 45 пр.н.е. През това време Цезар е избран за трети и четвърти консулски мандат през 46 пр.н.е. (с Марк Емилий Лепид) и през 45 пр.н.е. (без колега).

## Последици от гражданската война
Докато все още воюва в Испания, Сенатът започва да връчва почести на Цезар in absentia. Цезар не проскрибира враговете си, а вместо това прощава на почти всички и срещу него няма сериозна обществена опозиция.
На 21 април, в чест на победата при Мунда, са организирани големи игри и тържества. Плутарх пише, че много римляни смятат триумфа, организиран след победата на Цезар, за проява на лош вкус, тъй като победените в гражданската война не са чужденци, а вместо това другари, римляни.
При завръщането си в Италия през септември 45 пр.н.е., Цезар регистрира волята си, като определя внука на сестра си, Гай Октавий (Октавиан), за наследник на абсолютно всичко, включително и името му. Той също пише, че ако Октавиан умре преди него, Марк Юний Брут ще бъде приемникът в унаследяването на властта.
Цезар строго регулира закупуването на държавно-субсидираното зърно и намалява броя на получаващите до фиксиран, всички от които са въведени в специален регистър. От 47 до 44 г. пр.н.е. той прави планове за разпределяне на земята между около 15 хил. негови ветерани. По време на краткото си управление, Цезар признава гражданските права на трансалпийските гали, раздава земя на близо 80 000 римски колонисти, дава право на някои от важните граждани на римските провинции да стават членове на Сената и освобождава длъжниците от част от дължимите от тях лихви.
През 63 пр.н.е. Цезар е избран за Pontifex Maximus и една от неговите роли като такъв е да урежда календара. Пълната промяна на стария римски календар се оказва една от най-дълго продължилите и с най-голямо влияние реформи. През 46 пр.н.е. Цезар установява 365-дневна година с високосна на всяка четвърта. (този юлиански календар впоследствие е модифициран от папа Григорий XIII през 1582 г. в съвременния Грегориански календар). В резултат от реформата, тази година (най-често еквивалентна на 46 пр.н.е. в съвременния календар) е удължена до 445 дни, за да вкара календара в ритъм със сезоните. Месец юли е кръстен на Юлий в негова чест. През 46 пр.н.е. е построен Форумът на Цезар, с неговия храм на Венера, при който всяка година 11 дни се празнува с игри, заедно с много други обществени дейности.

## Убийство
На мартенските Иди (15 март; виж римски календар) през 44 пр.н.е., група сенатори извиква Цезар на форума с цел четенето на петиция, написана от сенаторите, които го умоляват да върне властта обратно в Сената. Но всъщност петицията е фалшификат. Марк Антоний научава съмнителна новина за заговора предишната нощ от изплашен освободител на име Сервилий Каска и, страхувайки се от най-лошото, отива, за да отклони Цезар по стъпалата на форума. Но група сенатори пресрещат Цезар, когато минава през театъра на Помпей и го насочват към помещение, граничещо с източния портик.
Когато Цезар започва да чете фалшивата петиция, Тилий Цимбер, който му връчва петицията, смъква туниката на Цезар. Според Светоний Цезар извиква на Цимбер: „Това вече е насилие!“ („Ista quidem vis est!“) По същото време гореспоменатият Каска вади кама и пробожда косо в шията диктатора. Цезар се обръща бързо и хваща Каска за ръката. Според Плутарх, той казва на латински „Каска, ти, подлецо, какво правиш?“ Каска се изплашва и изкрещява „Помощ, брат!“ на гръцки („ἀδελφέ, βοήθει!“, „adelphe, boethei!“). В този момент цялата група, включително Брут, замахва към диктатора. Цезар се опитва да избяга, но заслепен от кръв, се спъва и пада; мъжете продължават да го пробождат, докато той лежи беззащитен на стълбите на портика. Според Евтропий около 60 или повече мъже взимат участие в убийството. Той е прободен 23 пъти. Според Светоний, по-късно лекар установява, че само една рана, втората в гърдите, е била смъртоносна.
Последните думи на диктатора не са известни със сигурност и са предмет на спор между учени и историци. Светоний съобщава, че други са казали, че последните думи на Цезар са гръцката фраза: "καὶ σύ, τέκνον; (транслитерирано на латиница като „Kai su, teknon?“: „И ти ли, дете?“ на български). Но самият Светоний казва, че Цезар не е казал нищо и е дръпнал тогата си над главата, когато вижда Брут сред конспираторите. Най-известната версия на тази реплика е латинската фраза „Et tu, Brute?“ („И ти ли, Бруте?“, често изказвана и като „Ти също, Бруте!“); което произлиза от пиесата на Шекспир Юлий Цезар, където всъщност формира първата част на макаронически ред: „Et tu, Brute? След това пада, Цезар.“ Няма база на исторически факт и употребата на латински от Шекспир тук не е от някакво предположение, че Цезар е използвал езика, а защото фразата е вече популярна по времето, когато е писана пиесата.
Според Плутарх, след убийството Брут пристъпва напред, за да каже нещо на своите другари сенатори, но те избягват от сградата. Брут и неговите придружители минават през Капитолия, като обявяват на всеослушание на техния многообичан град „Римляни, ние сме отново свободни!“. Те обаче се натъкват на тишина, тъй като римските граждани са се заключили по домовете си, понеже слухът за това, което се е случило, е започнал да се разпространява.
На Форума е издигната восъчна статуя на Цезар, показваща 23 прободни рани. Тълпата, която се е струпала там, запалва огън, който нанася сериозни щети на Форума и съседните сгради. В последвалите години на хаос, Марк Антоний, Октавиан (по-късно Август Цезар) и други взимат участие в поредица от пет граждански войни, които завършват с формирането на Римската империя.

## Последици от убийството
Непредвиденият от убийците резултат е, че смъртта на Цезар ускорява края на Римската република. Средните и ниските обществени прослойки, сред които Цезар е извънредно популярен (и е бил още преди Галските войни), са разярени, че малка група „интелигентни“ аристократи са убили техния водач.
Антоний, който се е отчуждил от Цезар, се възползва от гнева на римската тълпа и заплашва да я пусне срещу оптиматите, може би с намерението да поеме контрола над самия Рим. Но, за негова изненада и раздразнение, Цезар е обявил за единствен наследник внука на сестра си – Гай Октавиан, завещавайки му изключително авторитетното име Цезар и правейки го един от най-богатите граждани в Републиката.
Гай Октавий става, едва ли не, синът на великия Цезар и следователно наследява лоялността на голяма част от масите. По време на погребението на Цезар няколко дни по-късно на римския форум, Антоний не държи речта, която Шекспир съчинява 1600 години по-късно – „Приятели, римляни, съотечественици, дайте ми вашето внимание...“, но изказва драматична възхвала, с която се обръща към обикновените хора, отзвук на общественото мнение след убийството на Цезар. Освен това по време на погребалното тържествено слово е обявено, че Цезар по своя воля е оставил частните си градини край Тибър на римското общество, както и по 300 сестерции на всеки вписан римски гражданин (макар 300 сестерции да не са състояние, това е стойността на средната римска надница за 3 месеца). Тези завещания, заедно с погребалното слово на Антоний, служат не само за нарастване на посмъртния култ към Цезар сред народа, а също и на мъката заради смъртта му, и на яростта срещу неговите убийци. На погребението тълпата започва да хвърля сухи клони, мебели и дори дрехи на кладата на Цезар, което кара пламъците да излязат от контрол и да нанесат сериозни щети на Форума. Тълпата след това атакува къщите на Брут и Касий, където е отблъсната със значителни трудности и в края на краищата подпалва искрата на освободителната гражданска война, изпълнявайки поне отчасти заплахата на Антоний срещу нобилитета. Антоний не може да предвиди крайния изход на последвалите граждански войни, особено във връзка с осиновения наследник на Цезар. Оказва се, че Октавиан, едва на 19 години при смъртта на Цезар, притежава значителни политически умения и докато Антоний се занимава с Децим Брут в началото на новите граждански войни, Октавиан затвърждава своята позиция.
За да се сражава с Брут и Касий, които струпват огромна армия в Гърция, Антоний се нуждае от войници, пари, придобити от войните на Цезар и легитимността на Цезаровото име, която ще го подсигури при каквото и да било действие срещу тях. С одобряването на lex Titia на 27 ноември 43 пр.н.е., официално е сформиран Вторият триумвират, който включва Антоний, Октавиан и верния началник на конницата на Цезар, Лепид. Триумвиратът официално обожествява Цезар като Divus Iulius (Божественият Юлий) през 42 пр.н.е., а Цезар Октавиан оттук нататък става Divi filius („божествен син“). Виждайки, че снизходителността на Цезар е довела до убийството му, Вторият триумвират връща отново ужаса на проскрипциите, изоставен от времето на Сула. Той се заема с одобрени със закон убийства на огромен брой негови опоненти – с цел да осигури финансирането на 45-те легиона във втората гражданска война срещу Брут и Касий. Антоний и Октавиан ги разгромяват в битката при Филипи.
Впоследствие Марк Антоний се жени за любовницата на Цезар, Клеопатра, възнамерявайки да използва баснословно богатия Египет за база, за да господства над Рим. Третата гражданска война избухва между Октавиан, от една страна, и Антоний и Клеопатра, от друга. Тази последна гражданска война завършва с окончателното поражение при Акциум, довела до постоянното установяване на Октавиан, който става първият римски император, под името Цезар Август, име, издигнало го до статус на божество.
Юлий Цезар се е подготвял за инвазия в Партия, Кавказ и Скития и след това връщане към Германия през Източна Европа. Неговите наследници се опитват да завладеят Партия и Германия, но не постигат трайни резултати.

## Военна кариера
Историците смятат Цезар за един от най-великите военни стратези и тактици за всички времена наред с Александър Македонски, Сун Дзъ, Ханибал, Чингиз хан и Наполеон Бонапарт. Цезар претърпява случайни тактически поражения като битката при Герговия през Галската война и битката при Дирахиум през Гражданската война. Въпреки това неговата тактическа брилянтност е силно подчертана от такива бойни подвизи като окопаването около Алезия през Галската война, разгрома на числено превъзхождащите го войски на Помпей в битката при Фарсал през Гражданската война и пълното унищожение на армията на Фарнак в битката при Зела. Успешните военни кампании на Цезар на всякакъв терен и при всякакви атмосферни условия се дължат до голяма степен на стриктната и безпристрастна дисциплина на легионерите му. Възхищението и предаността им към него са пословични поради това, че той поставя уменията им пред благородния произход. Пехотата и конницата на Цезар са първокласни, като той използва в значителна степен и превъзходните римски обсадни машини и инженерни възможности на армията си. Легендарна е също скоростта, с която той придвижва своите войски; армията му понякога изминава дневно около 64 km.
Неговите Записки за Галските войни описват как по време на обсадата на един галски град, построен на много стръмно и високо плато, неговите инженери прокарват тунел през солидна скала, откриват извора, от който градът черпи своите водни ресурси и го отклоняват за употреба на армията. Градът, лишен от водни ресурси, капитулира веднага. За да комуникира с военачалниците си, Цезар използва шифрова система, която днес е известна като шифър на Цезар.

## Литературни творби
Цезар е считан през целия си живот за един от най-добрите оратори и автори на проза в Рим – дори Цицерон говори благосклонно за реториката и стила на Цезар, а езикът му се смята за образец на класическия латински.
Сред неговите най-известни съчинения са погребалната реч за леля му по бащина линия Юлия и Срещу Катон (Anticato), документ, написан, за да очерни репутацията на Катон и да отговори на мемоарите на Цицерон за Катон. По-голяма част от неговите творби и речи са изгубени.

### Мемоари
- Записки за Галската война (Commentarii de Bello Gallico), исторически мемоари в 7 книги за военните кампании в Галия и Британия по време на неговия мандат като проконсул;
- Записки за Гражданската война (Commentarii de Bello Civili), исторически мемоари в 3 книги, описващи събитията от Гражданската война до непосредствено след смъртта на Помпей в Египет.

Други исторически съчинения, приписвани на Цезар, но със спорно авторство, са:
- За Александрийската война (De Bello Alexandrino), за военна кампания в Александрия;
- За Африканската война (De Bello Africo) – за военни кампании в Северна Африка;
- За Испанската война (De Bello Hispaniensi) – за военни кампании на Иберийския полуостров.

Тези описания са написани и публикувани на годишна база по време или непосредствено след действителните военни кампании като вид „съобщения от фронта“. Очевидно заради простия и директен стил на изказване Записките на Цезар обикновено са изучавани от студенти по латински през първата и втората година. Те всъщност са подправени и тенденциозни реклами на неговата политическа дейност и са насочени предимно към неособено образованите читатели сред нисшите аристократи в Рим, Италия и провинциите.

### Изгубени съчинения
Останалите съчинения на Цезар са ни познати единствено като заглавия или в незначителни фрагменти, цитирани от по-късни автори: трагедия Едип (Oedipus); поема Пътят (Iter) за похода му в Испания; филологическо изследване За аналогията в 2 книги (De analogia, посветено на Цицерон); астрономически трактат За звездите, който разглежда въведения от него Юлиански календар; За птицегаданията в поне 16 книги; речи; стихове на латински и старогръцки език; писма; Сборник с мъдри мисли.

## Семейство

### Родители
- Баща Гай Юлий Цезар Старши
- Майка Аврелия (от рода на Аврелиите)

### Сестри
- Юлия Цезарис Старша (по-възрастната)
- Юлия Цезарис Младша (по-младата)

### Съпруги
- Първи брак с Корнелия Цина, от 83 пр.н.е. до смъртта ѝ при раждане през 69 или 68 пр.н.е.
- Втори брак с Помпея Сула, от 67 пр.н.е. до развода от страна на Цезар през 61 пр.н.е.
- Трети брак с Калпурния Пизонис, от 59 пр.н.е. до смъртта на Цезар

### Деца
- Юлия от Корнелия Цина, родена през 83 или 82 пр.н.е.
- Цезарион от Клеопатра, роден 47 пр.н.е. Убит по заповед на осиновения син на Цезар – Октавиан.
- осиновен: Гай Юлий Цезар Октавиан, внук на неговата сестра по кръв, по-късно известен като император Август.
- Марк Юний Брут: Историкът Плутарх отбелязва, че Цезар е смятал Брут за свой нелегитимен син, тъй като неговата майка Сервилия е била любовница на Цезар по време на тяхната младост.[133]

### Внуци
- Внук от Юлия и Помпей, починал на няколко дни, без име.

### Любовници
- Клеопатра VII
- Сервилия Цепиона, майка на Брут
- Евноя, царица на Мавретания и съпруга на Богуд

### Изтъкнати родственици
- Гай Марий (женен за неговата леля Юлия)
- Марк Антоний
- Луций Юлий Цезар
- Юлий Сабин, гал от племето лингони, по време на въстанието на батавите през 69 г. твърди, че е правнук на Цезар на основание, че неговата прабаба е била любовница на Цезар през Галската война.[134]

## Почести и титли
Като млад Цезар е награден с гражданската корона за храброст, докато се сражава в Мала Азия и след това продължава да получава много почести. Това включва титли като Pater Patriae (Баща на родината), и диктатор. Той също е избран за Pontifex Maximus през 63 пр.н.е.. Множеството титли, дадени му от Сената, понякога са споменавани като причина за убийството му, тъй като са се стрували неподходящи за един човек на неговите съвременници.
Divus Iulius или Divus Julius (божественият Юлий) е официалната титла, която е дадена на Цезар посмъртно, с декрет на римския Сенат на 1 януари 42 пр.н.е.. Марк Антоний е определен за flamen (жрец) на Цезар преди да бъде убит. Юлий Цезар исторически е първият обожествен римлянин. Култът към Divus Iulius е поощряван и от Октавиан, и от Марк Антоний. След смъртта на Антоний, Октавиан, като осиновен син на Цезар, приема титлата Divi Filius (божественият син).
Когноменът на Цезар се превръща в титла; той е разпространен широко от Библията с известния стих: „Отдайте божието богу, кесарювото – кесарю“. Титлата се преобразува в германската кайзер и славянската цар. Последният цар с номинална власт е българският Симеон II, чието управление приключва през 1946 г. Така повече от две хиляди години след убийството на Юлий Цезар поне един държавник е носил неговото име.